# Луций Емилий Мамерцин
Вижте пояснителната страница за други личности с името Луций Емилий Мамерцин.
Луций Емилий Мамерцин (на латински: Lucius Aemilius Mamercinus) e политик на Римската република.
Мамерцин произлиза от клон Мамерцини на патрицианската фамилия Емилии. Той е син на Луций Емилий Мамерцин (военен трибун 391, 389, 387, 383, 382 и 377 пр.н.е.) и баща на Луций Емилий Мамерцин, (началник на конницата 352 пр.н.е.).
През 377 пр.н.е. той е диктатор. През 368 пр.н.е. той е началник на конницата при диктатор Марк Фурий Камил. През 366 пр.н.е. той е консул с колега Луций Секстий Латеран. През 363 пр.н.е. той е консул за втори път с колега Гней Генуций Авентиненсис.